# Pedro Alexandre
Pedro Alexandre è un comune del Brasile nello Stato di Bahia, parte della mesoregione del Nordeste Baiano e della microregione di Jeremoabo.